# Pierre Michelin
Pierre Michelin, francoski general, * 19. november 1876, Commenailles,  † 17. julij 1952, Limoges.